# Club San Sebastián de León
El Club San Sebastián de León fue un equipo de fútbol mexicano que jugó en la Primera y Segunda División de México. Se les conocía como los Santos de San Sebastián de León.
El nombre que recibió el equipo proviene del Santo Patrono de la ciudad de León, Guanajuato.
De la temporada 1945-1946 a la temporada 1950-1951, el equipo jugaría en la Primera División. Fueron 5 temporadas donde no logró pasar de media tabla y donde su mejor posición fue la 6.ª conseguida en las temporadas 1947-1948 y 1948-1949, con 28 puntos en ambas ocasiones.
El equipo descendió a la recién formada Segunda División en 1951 bajo el mando del argentino Marcos Aurelio, convirtiéndose así en el primer equipo descendido en la historia del fútbol mexicano, y el Zacatepec ocuparía su lugar.
Esa temporada, la 1950-51, fue muy desastrosa, tal es el grado que el Club San Sebastián obtuvo en ese torneo la menor cantidad de puntos en un torneo largo en toda la historia del fútbol mexicano. Este título lo comparte con el Marte, que también conseguiría tan solo 11 puntos en la temporada 1954-55.
El equipo seguiría jugando por algunos años en la Segunda División, e incluso tuvo la oportunidad de poder volver a la Primera División en 2 ocasiones. La primera fue en 1952 cuando acaricio el ascenso que al final conseuiría La Piedad, y la segunda fue en 1954, pero el Irapuato le ganaría el lugar y solo alcanzarían el subcampeonato de nuevo.

## Palmarés

### Torneos nacionales
- Campeón de la Copa de la Segunda División de México en la temporada 1956-57
- Subcampeón de la Segunda división mexicana en 1951-52, contra La Piedad en León 1953-54